# Panargenkamm
Der Panargenkamm ist ein Gebirgskamm der Venedigergruppe in Osttirol. Er begrenzt den hinteren Teil des Defereggentales nach Norden und ist durch das direkt nordöstlich des Panargenkamms liegende Trojeralmtal von der Lasörlinggruppe getrennt. Höchster Gipfel des Panargenkamms ist das Keesegg (3173 m ü. A.). Der Panargenkamm liegt nahezu vollständig im Nationalpark Hohe Tauern.

## Lage
Der Panargenkamm liegt im Südwesten der Venedigergruppe und umfasst mit dem Hutner den südlichsten Teil dieser Gebirgsgruppe. Im Westen und Süden bildet die Schwarzach die Grenze zur Rieserfernergruppe, im Osten und im Nordosten trennt der Trojer Almbach den Panargenkamm von der Lasörlinggruppe im Westen und der Rosenspitzegruppe im Nordwesten. Im Norden bildet das Rotenmanntörl die Grenze zum Umbalkamm.
Der Hauptstrang des Panargenkamms verläuft vom Weißen Beil im Südosten nach Nordwesten zum Rotenmanntörl. Ausgehend vom Weißen Beil steigt der Panargenkamm über das Kauschkahorn und die Seespitze sowie die Erlsbacher Spitzen zur Alplesspitze an. Gefolgt von der Panargenscharte verläuft der Panargenkamm weiter zum Keesegg, dem höchsten Gipfel des Gebirgskamms an. Danach folgt auf die Keeseggscharte die Panargenspitze, die Keeslenke und die Totenkarspitze vor dem Rotenmanntörl. Daneben haben die Seespitze und die Alplesspitze lange Südgrate ausgebildet. Von der Seespitze verläuft der Südgrat zum Weitstrahl, von der Alplespitze zieht sich der Südgrat über Panargenlenke und Hutnerscharte zur Hutnerspitze.
Im Panargenkamm findet sich lediglich an der Nordseite des Keeseggs mit dem Daberkees ein benannter Gletscherrest. Kleine Restgletscher haben sich zudem an der Nordseite von Panargenspitze und Totenkarspitze. An der Südseite des Gebirgskamms finden sich mit Eggsee, Großbachsee, Alplesseen und Oberseitsee mehrere Bergseen.

## Gipfel
| - Alplesspitze (3149 m ü. A.) - Hutner (2885 m ü. A.) - Kauschkahorn (2903 m ü. A.) - Keesegg (3173 m ü. A.) - Östliche Erlsbacher Spitze (3015 m ü. A.) - Panargenspitze (3117 m ü. A.) | - Schober (2765 m ü. A.) - Seespitze (3021 m ü. A.) - Totenkarspitze (3133 m ü. A.) - Weißes Beil (2766 m ü. A.) - Weitstrahl (2734 m ü. A.) - Westliche Erlsbacher Spitze (3035 m ü. A.) |